# La Réunion aux Jeux des îles de l'océan Indien 2015
 (mars 2024).
Si vous disposez d'ouvrages ou d'articles de référence ou si vous connaissez des sites web de qualité traitant du thème abordé ici, merci de compléter l'article en donnant les références utiles à sa vérifiabilité et en les liant à la section « Notes et références ».
La Réunion a participé aux Jeux des îles de l'océan Indien 2015 en tant qu'île organisatrice. Il s'agit de la neuvième participation de ce département d'outre-mer français aux Jeux des îles de l'océan Indien, et de la huitième sans le soutien de Mayotte.